# 579 Sidonia
Sidonia è un asteroide della fascia principale del diametro medio di circa 85,57 km. Scoperto nel 1905, presenta un'orbita caratterizzata da un semiasse maggiore pari a 3,0097963 UA e da un'eccentricità di 0,0828343, inclinata di 11,02143° rispetto all'eclittica.
Stanti i suoi parametri orbitali, è considerato un membro della famiglia Eos di asteroidi.
Il suo nome deriva da un personaggio dell'Armide, opera di Christoph Willibald Gluck.